# Obere Satrapien
Obere Satrapien bezeichnet im Seleukidenreich die Provinzen (Satrapien) des Reichs, die östlich des Flusses Euphrat in Mesopotamien, im Hochland von Iran und den angrenzenden Landschaften Zentralasiens gelegen waren. Zumindest zeitweise standen die dort gelegenen Satrapien unter dem Kommando eines übergeordneten Funktionärs mit dem Titel eines Strategen, sofern sie nicht durch den Thronfolger als Mitregenten verwaltet wurden. Möglicherweise handelt es sich um die Fortführung einer altpersischen Einrichtung. Zur Regierungszeit Artaxerxes II. scheint das persische Reich in mehrere große Militärbezirke eingeteilt gewesen zu sein, die jeweils mehrere Satrapien umfassten (Kleinasien, Armenien, Syrien und Mesopotamien, die iranischen Länder).
Nach dem Tod Alexanders des Großen riss zunächst (323–316 v. Chr.) Peithon, gestützt auf seine militärischen Vollmachten und seine Stellung als Satrap von Medien (entspricht in islamischer Zeit der Region Dschibāl) die Macht in den Ostsatrapien an sich. Nach dessen Hinrichtung machte der Diadochenherrscher Antigonos I. Monophthalmos 315 v. Chr. den Feldherrn Nikanor zum Satrapen von Medien und der anderen oberen Satrapien. Streitig ist, ob es sich dabei um die Satrapien östlich des Tigris gehandelt hat oder auch Babylonien dazugehört hat. Nach der Niederlage Nikanors gegen Seleukos I. und seinem Tod endete zunächst ein solches Generalkommando.
Der zweite Seleukidenherrscher Antiochos I. begann seine Herrschaft als Mitregent seines Vaters Seleukos I., dem die Herrschaft über die „oberen Satrapien“ („τῶν ἄνω πάντων τόπων ... βασιλεύς“, zu Deutsch: „König ... aller Gegenden da oben“) übertragen war. Nunmehr umfassten die von der zweiten Reichshauptstadt Seleukeia am Tigris regierten Oberen Satrapien ohne Zweifel alle Provinzen westlich des Euphrat. Auch später waren diese Provinzen unter der Herrschaft eines Generalgouverneurs, mutmaßlich oft der Thronfolger und Mitregent, zusammengefasst. Die spärliche Quellenlage erlaubt indes nicht, in allen Seleukidenprinzen, die Mitregenten geworden waren auch Regenten über die oberen Satrapien zu sehen. Die vizekönigliche Machtfülle der Generalgouverneure der oberen Satrapien verführte gelegentlich diese zur Rebellion, wie zu Zeiten von Molon oder Timarchos, die sich von den Seleukiden lossagten und selbst den Königstitel annahmen. Aus der Spätzeit Antiochos III. ist durch eine Inschrift in Nihawend ein gewisser Menedemos als „Generalgouverneur der Oberen Satrapien“ bekannt. Der gebietsmäßige Bestand der oberen Satrapien schwankte mit der territorialen Erstreckung des Seleukidenreichs östlich des Euphrat. Bereits nach dem Tod Alexanders waren die Gebiete östlich des Indus der Kontrolle der makedonischen Herrscher entglitten, auch Seleukos herrschte nie über Gebiete östlich dieses Flusses. Sein Feldzug nach Indien brachte nicht nur keine Wiederherstellung der makedonischen Herrschaft in den indischen Gebieten, sondern führte darüber hinaus zum Verlust großer Teile im Osten des Hochlands von Iran. Inschriften des Maurya-Herrschers Ashoka zeigen, dass neben Gandhara auch Arachosien und vielleicht das wüstenhafte Gedrosien an die Maurya verloren gingen. In der Folgezeit löste sich die seleukidische Herrschaft immer weiter auf, nur kurz aufgehalten durch die Anabasis Antiochos III. in den Jahren 212 v. Chr. bis 205 v. Chr. Mit dem Vordringen der Parther bis an den Euphrat, endgültig ab dem Jahr 129 v. Chr. unter dem Partherkönig Phraates II. fand der Begriff sein Ende.